# 1803年8月17日日食
1803年8月17日日食为一次在协调世界时1803年8月17日出現的日環食。該次日食食分為0.9657，食甚維持3分47秒。

## 概述
這次日食的食分是0.9657，環食維持3分47秒。

## 基本參數
- 類型：日環食
- 食甚資料：
  - 日期：1803年8月17日
  - 時間：8時25分3秒
  - 地點：14N 55E
  - 食分：0.9657
  - 日環食持續時間：3分47秒

## 外部連結
- NASA日食專頁（页面存档备份，存于）（英文）